# ホセ・カラバリ
ホセ・カラバリ（西: José Carabalí）ことホセ・ホエル・カラバリ・プラド（Jose Joel Carabali Prado、1997年5月19日 - ）は、エクアドル・エスメラルダス出身のプロサッカー選手。ポジションはミッドフィールダー（MF）。エクアドル代表。

## 経歴
自国リーグやボリビアのリーグで経験を積んだ。2021年にはサッカーエクアドル代表として2022 FIFAワールドカップ・南米予選や国際親善試合に4試合出場した。同年のコパ・アメリカ2021のメンバーにも入ったが、出場機会はなかった。2024年8月20日、名古屋グランパスエイトへの加入が発表された。
2025年1月、双方合意のもと契約解除を発表。

## 所属クラブ
- 2015年  CDエベレスト
- 2016年  CSCDウニボリバル
- 2017年 - 2019年  CAサント・ドミンゴ
- 2020年 - 2023年  ウニベルシダ・カトリカ・デル・エクアドル
- 2023年  オレンセSC
- 2024年  クルブ・オールウェイズ・レディ
- 2024年8月 - 2025年1月  名古屋グランパス
- 2025年1月 -  ウニベルシタリオ・デポルテス

## 個人成績
| 国内大会個人成績 | 国内大会個人成績 | 国内大会個人成績 | 国内大会個人成績 | 国内大会個人成績 | 国内大会個人成績 | 国内大会個人成績 | 国内大会個人成績 | 国内大会個人成績 | 国内大会個人成績 | 国内大会個人成績 | 国内大会個人成績 |
| 年度             | クラブ           | 背番号           | リーグ           | リーグ戦         | リーグ戦         | リーグ杯         | リーグ杯         | オープン杯       | オープン杯       | 期間通算         | 期間通算         |
| 年度             | クラブ           | 背番号           | リーグ           | 出場             | 得点             | 出場             | 得点             | 出場             | 得点             | 出場             | 得点             |
| 日本             | 日本             | 日本             | 日本             | リーグ戦         | リーグ戦         | リーグ杯         | リーグ杯         | 天皇杯           | 天皇杯           | 期間通算         | 期間通算         |
| ---------------- | ---------------- | ---------------- | ---------------- | ---------------- | ---------------- | ---------------- | ---------------- | ---------------- | ---------------- | ---------------- | ---------------- |
| 2024             | 名古屋           | 45               | J1               | 0                | 0                | 1                | 0                | 0                | 0                | 1                | 0                |
| 通算             | 日本             | 日本             | J1               | 0                | 0                | 1                | 0                | 0                | 0                | 1                | 0                |
| 総通算           | 総通算           | 総通算           | 総通算           | 0                | 0                | 1                | 0                | 0                | 0                | 1                | 0                |

## 代表歴

### 試合数
- 国際Aマッチ 4試合 0得点（2021年）[3]

| エクアドル代表 | 国際Aマッチ | 国際Aマッチ |
| 年             | 出場        | 得点        |
| -------------- | ----------- | ----------- |
| 2021           | 4           | 0           |
| 通算           | 4           | 0           |